# Республіканська організація «Кримська філармонія»
Республіканська організація «Кримська філармонія» — концертна організація в Криму, найстаріша культурна установа півострова. Головне управління знаходиться в Сімферополі, є філіали в Севастополі, Керчі, Феодосії, Ялті, Алушті, Євпаторії.

## Опис

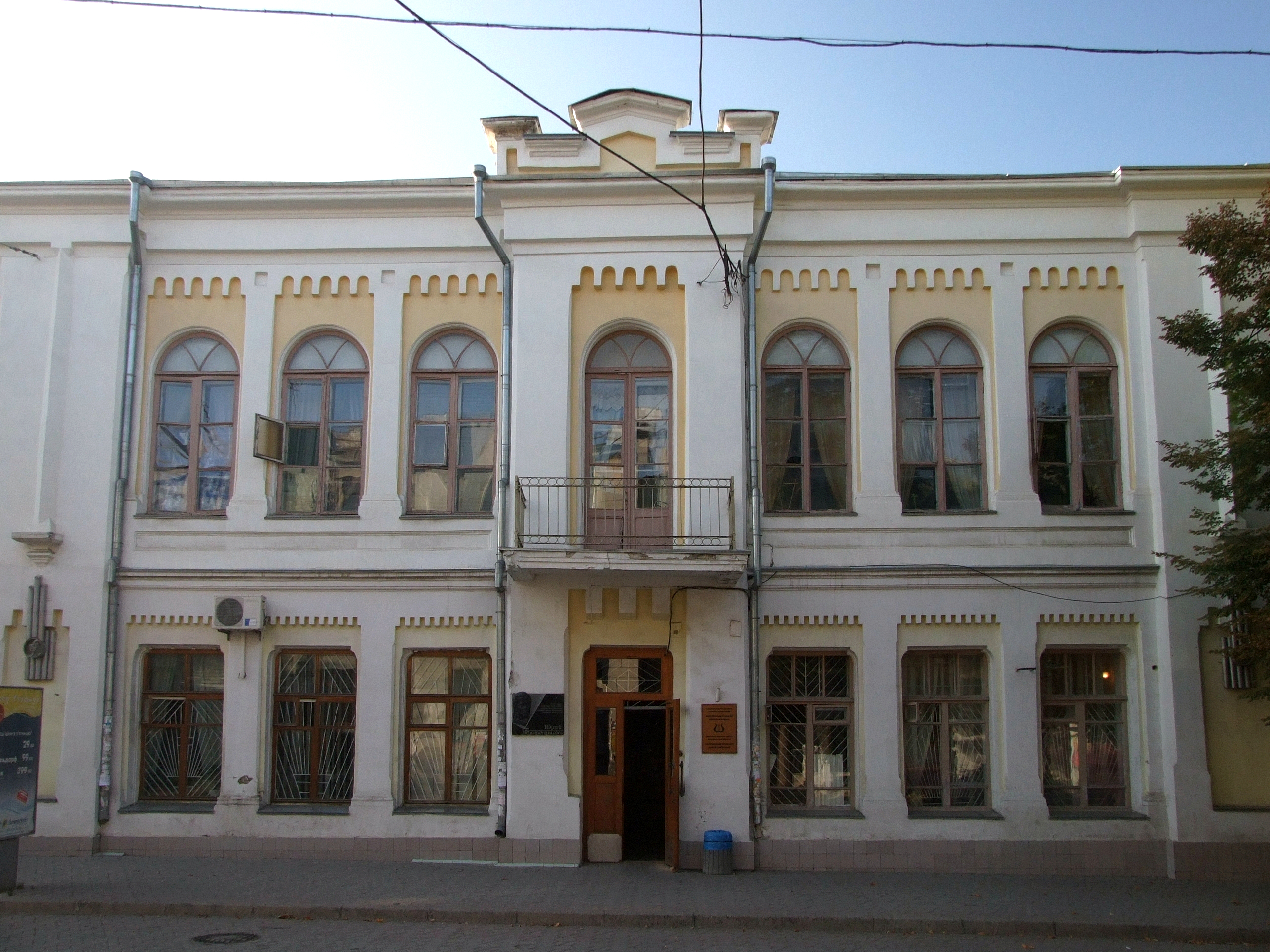
Будівля Кримської філармонії в Сімферополі у 2009 році

На постійній основі у Кримській філармонії працюють: симфонічний оркестр, камерний хор «Таврійський благовіст», державний кримськотатарський ансамбль пісні й танцю «Хайтарма», фольклорний ансамбль «Калинка», солісти-вокалісти, серед яких кілька народних і заслужених артистів України (Олена Басаргіна, Марина Семенова, Зоя Рудник, Ніна Козлова, Наталія Безкоровайна, Ельміра Налбантова), концертмейстери (Світлана Зав'ялова та Олена Рязанова — заслужені артистки України), заслужена артистка України Тетяна Маркіна, яка працює в рідкісному та складному жанрі моновистави, лектори-музикознавці.
Симфонічний оркестр Кримської філармонії проводить цикли абонементних концертів у містах Криму, активно співпрацює з оркестром Баден-Бадена (Німеччина). Результатом цієї співпраці стали постановки у 1999 році «Карміна Бурана» К. Орфа в Ялті та у 2000 році «Карміна Бурана» та «Половецьких танців» О. Бородіна в Баден-Бадені та Гайдельберзі.

## Історія
Створена в 1938 році шляхом злиття двох установ — «Державна філармонія на Південному березі Криму» в Ялті і «Державна філармонія» в Сімферополі.
В 1973 році Державна філармонія на Південному березі Криму була перейменована в Кримську Державну філармонію, а керівництво філармонією переведено до Сімферополя. Філармонія зайняла будівлю по вул. Пушкіна, 3, в якій раніше розташовувалась Сімферопольська міської Дума і Управа. Ця будівля є пам'яткою архітектури.

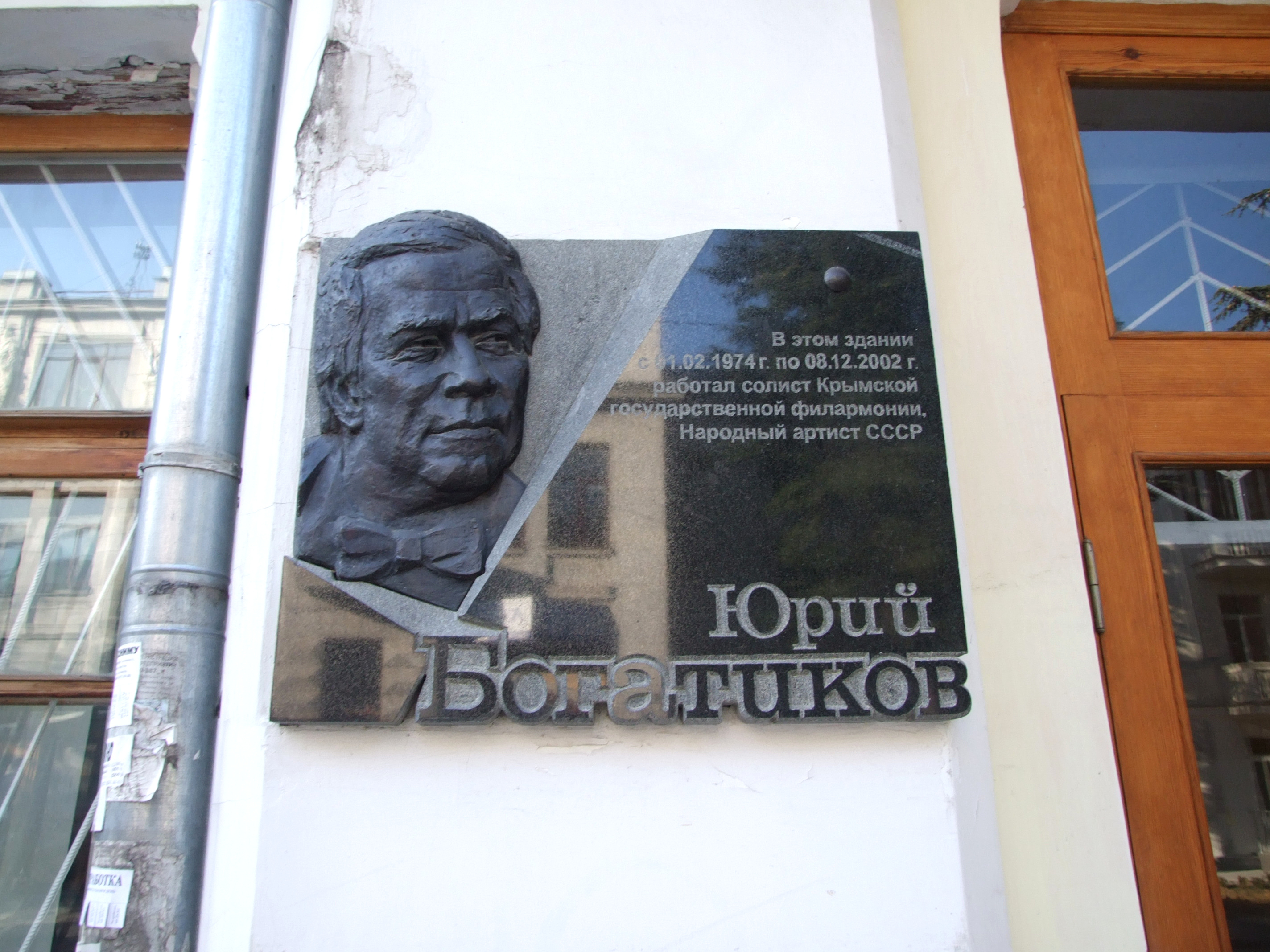
Пам'ятна дошка Ю. Й. Богатікова на будівлі Кримської філармонії

У концертних програмах брали участь Софія Ротару, Олександр Вертинський, Клавдія Шульженко, Лідія Русланова, Юрій Богатиков.
У 2006 наказом Міністерства культури і мистецтв України від 17.04.2006 року № 51 «Про перейменування установ та організацій та перереєстрації засновницьких документів» організацію «Кримська державна філармонія» перейменовано в Республіканську організацію «Кримська філармонія», при цьому Республіканська організація «Кримська філармонія» є правонаступником Кримської державної філармонії.
На 2014 пік Кримська філармонія поєднувала професіоналів музичного мистецтва заслужених артистів Автономної Республіки Крим та всієї України, лауреатів міжнародних конкурсів, перспективних молодих артистів. Загалом творчий колектив налічував понад 500 осіб.
Після анексії Криму заклад фактично управляється окупаційним «Міністерством культури Республіки Крим» та іменується як «Кримська державна філармонія» (рос. «Крымская государственная филармония»).

## Керівники
- С. І. Коган (1944 — 19??)
- А. С. Чернишов (1972 — 19??)
- В. А. Юркін (1977—1987)
- Ернст Юдицький (1987—2012)
- І. С. Пандул (з 2012)